# IC 1914
IC 1914 ist eine Balken-Spiralgalaxie vom Hubble-Typ SBcd  im Sternbild Pendeluhr  am Südsternhimmel. Sie ist schätzungsweise 40 Millionen Lichtjahre von der Milchstraße entfernt und hat einen Durchmesser von etwa 45.000 Lj.

Im selben Himmelsareal befindet sich u. a. die Galaxie IC 1916.
Das Objekt wurde am 14. Oktober 1898 vom US-amerikanischen Astronomen DeLisle Stewart entdeckt.